# Nina Schuch
 (juillet 2021).
Nina Schuch, née Janina Podolecka, est une architecte d'origine polonaise, née le 1er mai 1932 à Wilno en Pologne (aujourd'hui Vilnius en Lituanie) et morte le 29 avril 2018 au Kremlin-Bicêtre.
Elle est diplômée de l’École Polytechnique d'architecture de Varsovie. En 1961, elle entre à l'Atelier de Montrouge (ATM) où elle rencontre Jean Renaudie qui deviendra son compagnon. Elle le suit en 1968 quand il quitte l'ATM et collabore à ses principaux projets, notamment la rénovation du centre-ville d'Ivry-sur-Seine et les étoiles de Givors. Elle aura deux filles avec lui.
Jean Renaudie décède en 1981. Avec le premier fils de celui-ci, Serge Renaudie, issu d'une première union, elle créé l'Atelier Jean Renaudie afin de terminer les projets inachevés comme l'immeuble Voltaire à Ivry-sur-Seine ou des logements à Villetaneuse.
Elle réalisera plusieurs projets seule: à Ivry sur Seine, la médiathèque et 59 logements (Cité Louis Bertrand) et la mairie de Villetaneuse.